# Eumelo (filho de Admeto)
Eumelo, na mitologia grega, foi o filho de Admeto e Alceste, se casou com Iphthime, filha de Icário e liderou as tropas de Feras (cidade da Tessália) na Guerra de Troia, levando onze navios.